# Manilkara bolivarensis
Manilkara bolivarensis är en tvåhjärtbladig växtart som beskrevs av Terence Dale Pennington. Manilkara bolivarensis ingår i släktet Manilkara och familjen Sapotaceae. IUCN kategoriserar arten globalt som sårbar. Inga underarter finns listade i Catalogue of Life.